# Los cachorros
Los cachorros és una pel·lícula mexicana dirigida per Jorge Fons de 1973 protagonitzada per José Alonso, Helena Rojo, Carmen Montejo i Augusto Benedico.

## Argument
En banyar-se en les regadores de la seva escola, el nen Cuéllar és mossegat per un gos i resulta emasculat. Tal acte li deixa seqüeles en la vida. En conèixer a la model Tere aquesta s'enamora d'ell però el rebutja en assabentar-se de la seva condició i per aquesta raó ell decideix suïcidar-se.

## Repartiment
- José Alonso - Cuéllar
- Helena Rojo - Teresa
- Carmen Montejo - mare de Cuéllar
- Augusto Benedico - pare de Cuéllar
- Gabriel Retes - Gumuncio
- Arsenio Campos - Toto
- Dunia Zaldivar - La china
- Cecilia Pezet - Rosalinda
- Pedro Damián - Perico
- Silvia Mariscal - Chabela
- Eduardo Casab - Manolo
- Ivonne Govea - Rosalinda
- Luis Turner - Lalo
- Pancho Córdova - professor
- Ramón Menéndez - fotògraf
- Ricardo Fuentes - professor
- Sofia Joskowicz - infermera
- Alejandro Rojo de la Vega - Cuellar nen

## Producció
Los cachorros va ser rodada als Estudios Churubusco i en locaciones de la Casa Requena, Xochimilco, Plaça de Toros Mèxic i altres a partir del 4 d'octubre i fins al 13 de novembre de 1971. L'assistència de direcció va ser de Mario Llorca, la producció va ser a càrrec de Leopoldo Silva i Marco Silva i la companyia productora va ser Cinematogràfica Marco Polo. El guió va ser de Jorge Fons i Eduardo Luján sota un argument de la novel·la homònima de Mario Vargas Llosa. L'edició va ser de Carlos Savage, la fotografia d'Alex Phillips Jr., la direcció musical de Joaquín Gutiérrez Heras i Eduardo Luján, el so d'Eduardo Arjona i Ramón Moreno, el maquillatge d'Elda Pisa i l'ambientació d'Ernesto Carrasco.
Va ser estrenada el 10 de maig de 1973 al Cine Latino.

## Premis i reconeixements
- Premi de l'Institut de Cultura Hispànica atorgat al Festival Internacional de Cinema de Sant Sebastià 1975.
- Nominacions a Premi Ariel a millor actriu (Blanca Guerra) i Millor Música Original (Eduardo Luján, Joaquín Gutiérrez Heras), 1975.[4]